# Apegus recurvistigmalis
Apegus recurvistigmalis är en stekelart som beskrevs av Szabó 1969. Apegus recurvistigmalis ingår i släktet Apegus och familjen Scelionidae. Inga underarter finns listade i Catalogue of Life.